# 764 до н. е.

## Події
Початок правління царя Урарту Сардурі II.

### Астрономічні явища
- 26 червня. Часткове сонячне затемнення.[1]
- 21 грудня. Кільцеподібне сонячне затемнення.[1]

## Померли
- Аргішті I, цар Урарту
- Руо-ао[en], правитель царства Чу